# Claudie Haigneré
  Claudie Haigneré    (Le Creusot, 13 de maig de 1957) és una metgessa, política i exastronauta francesa del Centre National d'Études Spatiales (1985-1999) i de l'Agència Espacial Europea (1999-2002).

## Antecedents i formació
Nascuda a Le Creusot, França, Claudie Haigneré va estudiar medicina a la Facultat de Medicina (París-Cochin) i a la Facultat de Ciències (París-VII). Va obtenir certificats en biologia i medicina esportiva (1981), medicina aeronàutica i medicina espacial (1982) i reumatologia (1984). El 1986 va rebre un diploma en biomecànica i fisiologia del moviment (1986) i es va doctorar en reumatologia (1984) i neurociència (1992).

## Carrera espacial

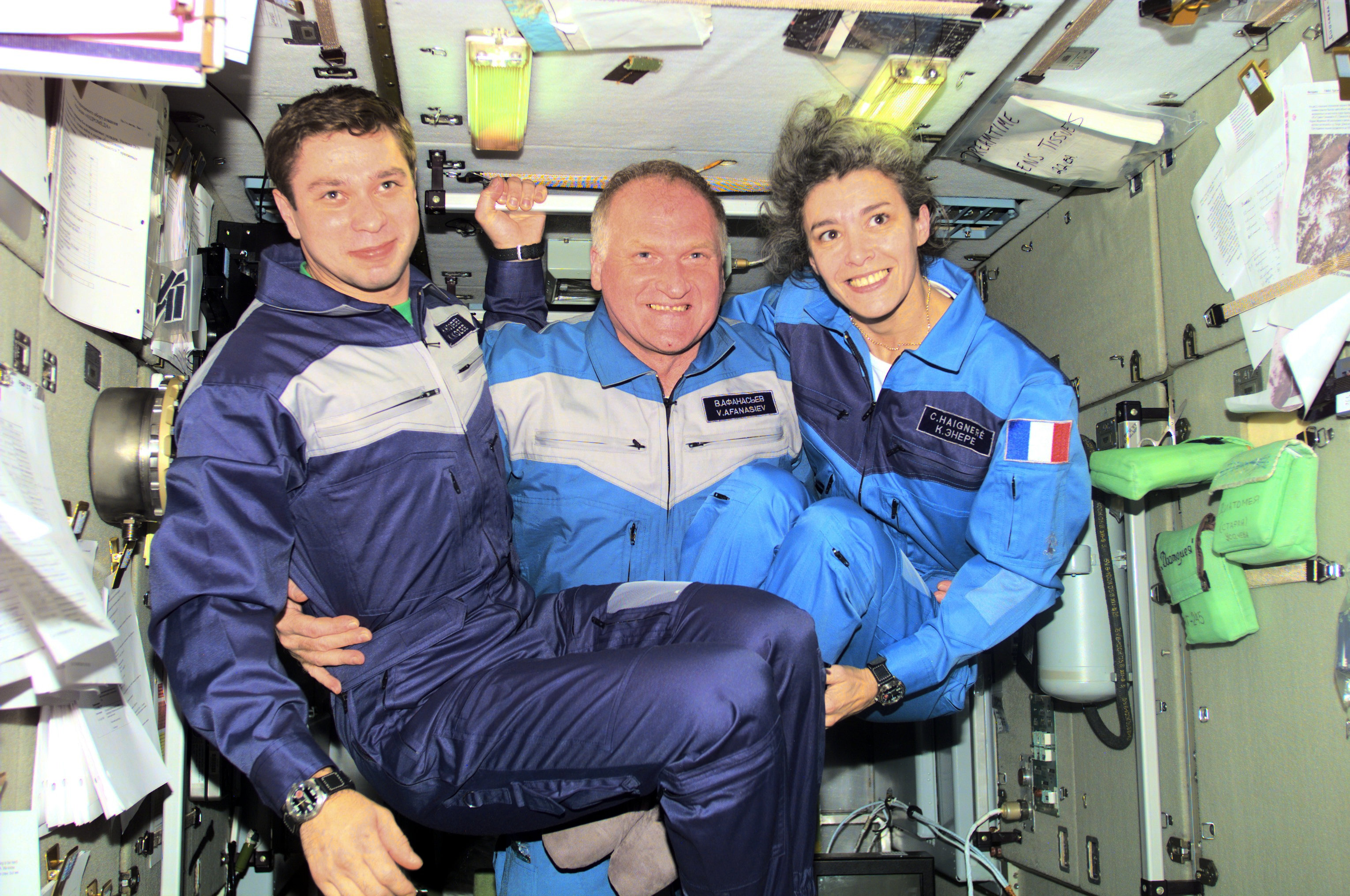
Haigneré (dreta) a bord de l'Estació Espacial Internacional.

D'entre 10.000 candidats, el centre espacial francès només va seleccionar sis homes i una dona: Claudie Haigneré. Primer es va qualificar com a enginyera i pilot d'emergència al transbordador espacial. Va servir per primera vegada com a membre de la tripulació de seguretat per a la missió Mir Altaïr del 1993 en què va participar el seu futur marit Jean-Pierre Haigneré. L'asteroide 135268 Haigneré rep aquest nom en honor d'ambdós.
El 1994, Claudie Haigneré va començar a entrenar al Centre de Formació de Cosmonautes Iuri Gagarin a la Ciutat de les Estrelles, per a la missió franco-russa Cassiopée i va aprendre rus durant la seva estada. El 17 d'agost de 1996 es va convertir en la primera dona francesa que anava a l'espai mentre ella i dos cosmonautes russos, el comandant Valeri Korzun i l'enginyer de vol Aleksandr Kaleri, eren llançats a l'espai a bord de la Soiuz TM-24 en la missió Cassiopée russofrancesa.
Mentre estava en la missió, va visitar l'estació espacial Mir durant 16 dies i va dur a terme experiments exhaustius en els camps de la fisiologia i la biologia del desenvolupament, la dinàmica de fluids i la tecnologia.El 1999, Haigneré va comandar una càpsula Soiuz durant la reentrada i es va convertir en la primera dona qualificada per a fer-ho.Com a enginyera de vol de la Soiuz TM-33 el 2001, es va convertir en la primera dona europea a visitar l'Estació Espacial Internacional.
Després de la missió, Claudie Haigneré va continuar la seva participació en ciències espacials assistint a tallers i conferències científiques. També va contribuir a l'anàlisi de dades i a la construcció de programes científics de futurs projectes. Finalment es va retirar de l'ESA el 18 de juny de 2002.

## Carrera política
Després de la seva carrera com a astronauta, Claudie Haigneré va entrar a la política francesa al govern de Jean-Pierre Raffarin. Va ser ministra delegada de Recerca i Noves Tecnologies del 2002 al 2004 i va succeir Noëlle Lenoir com a ministra delegada d'Afers Europeus del 2004 al 2005.

## Participació en organitzacions
El 4 de desembre de 2009, Valérie Pécresse, ministra d'Educació Superior i Investigació, i Frédéric Mitterrand, ministre de Cultura i Comunicació, nomenen Claudie Haigneré administradora provisional del nou establiment públic resultant de la fusió entre el Palais de la découverte i la Cité des sciences et de l'industrie anomenat "Universcience”. En aquell moment, era assessora del director general de l'ESA. El 2015, Haigneré va tornar a treballar com a assessora especial del director general de l'ESA.
Claudie Haigneré va acceptar recentment el càrrec per presidir el jurat dels Premis DStv Eutelsat Star, que és un concurs anual d'estudiants panafricans en què els estudiants escriuen un assaig o creen un pòster centrat en els camps de la ciència i la tecnologia com a font d'inspiració per obrir oportunitats. per a Àfrica. Els assaigs i pòsters són avaulats per un grup internacional d'experts de la indústria, membres del govern i acadèmics del món, basats en la precisió, la creativitat, l'originalitat i la innovació. L'acceptació d'aquesta tasca per part de Claudie Haigneré marca la primera vegada que una dona participa en el jurat dels Premis DStv Eutelsat Star.

## Honors

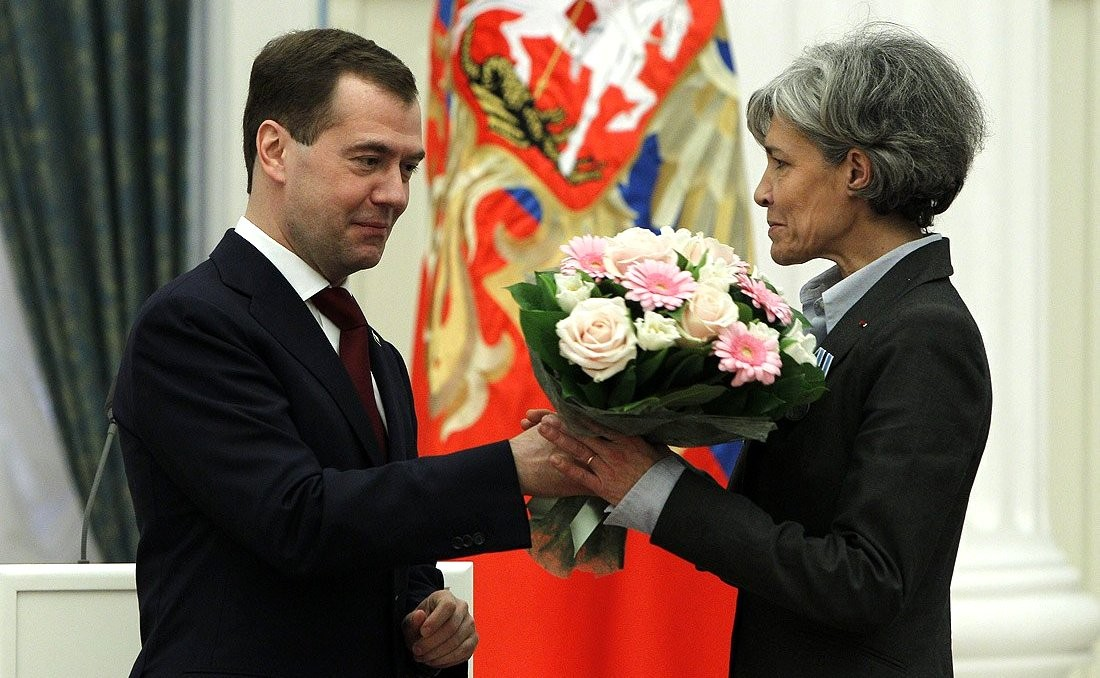
Haigneré rep la medalla "Al mèrit en l'exploració espacial" de mans del president rus Dmitri Medvédev el 12 d'abril de 2011 al Kremlin de Moscou.

- Gran oficial de l'Orde Nacional de la Legió d'Honor des d'abril del 2011[9]
- Cavaller de l'Orde Nacional del Mèrit[1]
- Medalla de l'Aeronautica[1]
- Comandant de l'Orde al Mèrit de la República Federal Alemanya[1]
- Orde del Coratge (Rússia)[10]
- Orde de l'Amistat dels Pobles[11]
- Orde de l'Amistat[12]
- Medalla "Al mèrit en l'exploració espacial"[13]

Claudie Haigneré també és membre honorària de la Société Française de Médecine Aéronautique et Spatiale i de l'Association Aéronautique et Astronautique de France (AAAF). També és membre de l'Acadèmia Internacional d'Astronautica (IAA) i de l'Académie de l'air et de l'espace (AAE).